# Staffastjärnen, Dalarna
Staffastjärnen är en sjö i Vansbro kommun i Dalarna och ingår i Dalälvens huvudavrinningsområde.